# Брентвуд (Міссурі)
Брентвуд (англ. Brentwood) — місто (англ. city) в США, в окрузі Сент-Луїс штату Міссурі. Населення — 8233 особи (2020).

## Географія
Брентвуд розташований за координатами 38°37′10″ пн. ш. 90°20′51″ зх. д. / 38.61944° пн. ш. 90.34750° зх. д. (38.619409, -90.347608).  За даними Бюро перепису населення США в 2010 році місто мало площу 5,09 км², уся площа — суходіл.

## Демографія
Згідно з переписом 2010 року, у місті мешкало 8055 осіб у 4136 домогосподарствах у складі 1832 родин. Густота населення становила 1583 особи/км².  Було 4410 помешкань (867/км²).
Расовий склад населення:
| - 87,5 % — білих - 6,8 % — азіатів - 3,1 % — чорних або афроамериканців - 0,1 % — корінних американців |

До двох чи більше рас належало 1,9 %. Частка іспаномовних становила 2,8 % від усіх жителів.
За віковим діапазоном населення розподілялося таким чином: 18,4 % — особи молодші 18 років, 69,2 % — особи у віці 18—64 років, 12,4 % — особи у віці 65 років та старші. Медіана віку мешканця становила 35,0 року. На 100 осіб жіночої статі у місті припадало 85,7 чоловіків;  на 100 жінок у віці від 18 років та старших — 81,7 чоловіків також старших 18 років.
Середній дохід на одне домашнє господарство  становив 100 548 доларів США (медіана — 72 790), а середній дохід на одну сім'ю — 142 889 доларів (медіана — 106 319). Медіана доходів становила 61 331 долар для чоловіків та 46 840 доларів для жінок. За межею бідності перебувало 5,2 % осіб, у тому числі 0,0 % дітей у віці до 18 років та 3,7 % осіб у віці 65 років та старших.
Цивільне працевлаштоване населення становило 4823 особи. Основні галузі зайнятості: освіта, охорона здоров'я та соціальна допомога — 26,5 %, фінанси, страхування та нерухомість — 17,6 %, науковці, спеціалісти, менеджери — 15,3 %.